# Andrzej Bobkowski
Andrzej Bobkowski (né le 27 octobre 1913 à Wiener Neustadt en Autriche, décédé le 26 juin 1961 à Guatemala), est un écrivain et essayiste polonais.

## Biographie
En 1933, Andrzej Bobkowski commence des études d'économie à l'École supérieure de commerce de Varsovie. En 1937-1938 il travaille en Silésie dans la fonderie Laura à Katowice. En mars 1939 il part pour la France en compagnie de sa femme, Barbara Birtusowna, qu'il a épousée en décembre 1938. Le couple s'installe à Châtillon, près de Paris, en attendant leur visas pour l'Argentine - Bobkowski a obtenu un poste au sein de l'agence polonaise à Buenos Air chargée de l'export du fer polonais mais l'éclatement de la deuxième guerre mondiale entrave ce projet. Bobkowski est volontaire dans l'armée polonaise qui se reconstitue en France, mais il ne sera jamais envoyé au front. En 1940, il est employé en tant qu'ouvrier dans une usine française de fabrique de munitions. Cette même année, il entame ce qui sera le roman de sa vie: Esquisses à la plume. Après la débâcle française, il fuit pour le sud du pays, en faisant la plus grande partie du trajet à bicyclette.
De 1940 à 1944 il travaille au Bureau polonais de l'Atelier de Construction de Châtillon, où il apporte une aide clandestine aux ouvriers polonais. Après la guerre, il intègre la YMCA polonaise. Il publie en compagnie d'Andrzej Chciuk (pl) la revue Razem Mlodzi Przyjaciele (Ensemble Jeunes Gens). Il est actif au sein de l'organisation Indépendance et Démocratie, ainsi qu'au poste parisien du Deuxième corps polonais d'Anders.En 1947, son essai Nekyja paraît dans le premier numéro de Kultura. Il écrit également dans le journal londonien des Polonais en émigration Wiadomosci (les Informations). Le 25 juin 1948 il embarque sur un bateau pour l'Amérique centrale.
Au Guatemala il commence une nouvelle vie. Sa femme enseigne le dessin, dessine des vêtements. Lui cherche du travail qui lui permettrait de gagner sa vie. Il produit alors ses premiers modèles miniatures d'avions. En 1949, il crée un atelier de modélisation, puis monte sa propre affaire, le Guatemala Hobby Shop. Un grand nombre de jeunes modélisateurs enthousiastes l'entourent alors, et li crée un club de modélisation. Il prend part à des concours mondiaux de modèles volants : aux États-Unis en 1954, puis en Europe en 1956. Il profite de l'occasion pour visiter la Suisse, l'Allemagne et la France.
En 1957, l'Institut littéraire à Paris publie ses Szkice piórkiem (publié en France sous le titre Douce France), son journal intime durant l'occupation. L'année suivante, en 1958 il reçoit une récompense du journal polonais de Londres, Wiadomości pour son récit Spadek (La Chute). En 1959 sa pièce de théâtre Czarny piasek (Sable noir) paraît dans Kultura. En 1961 il part soigner aux États-Unis son cancer du cerveau, dont il meurt le 26 juin 1961 à Guatemala.
Dans son œuvre, Andrzej Bobkowski critique le collectivisme et défend ardemment l'individualisme et une étroite autonomie des individus. Szkice piórkem (Douce France) en plus de sonder la France après la débâcle de 1940 est également un récit amer de la condition de l'Europe dans l'entre-deux-guerres. Juste après la Seconde Guerre mondiale, Bobkowski se lie avec le milieu parisien de Kultura et a publié nombre d'article dans ses colonnes. Il y formulait des positions assez claires et controversée sur le thème du rôle des individus dans la société, critiquant notamment la position des émigrés polonais. Son émigration au Guatemala montre sa protestation contre l'Europe qui, selon lui, avait perdu le sens des valeurs qu'elle avait fait émerger.
Voici ce que dit de lui Jerzy Giedroyc, rédacteur en chef de Kultura : « Il était très marqué par le déclin et la décomposition de l'Europe, il détestait le pourrissement de son idéologie, il avait une vision très sombre de l'avenir ici et voulait commencer une nouvelle vie en Amérique du Sud. Il avait une pension à vie qu'il a dépensé à tour de bras. Il avait un point de vue stoïque sur sa maladie incurable, le cancer, attendant la mort en toute conscience. Ce fut son plus beau résultat montrant la classe d'un homme ».

## Œuvres
- Douce France (Szkice piórkiem), traduit par Laurence Dyèvre, Ed. Libretto, 2015,  (ISBN 978-2-36914-215-7)
- Notes de voyage d’un Cosmopolonais, traduit par Laurence Dyèvre, Éd. Noir sur blanc, 2014  (ISBN 978-2-88250-368-8)
- En guerre et en paix : journal 1940-1944, traduit par Laurence Dyèvre, Éd. Noir sur blanc, 1991  (ISBN 2-88250-023-8)
- Szkice piórkiem, Warszawa, Towarzystwo Opieki nad Archiwum Instytutu Literackiego w Paryżu : Wydawn, CiS, 1995  (ISBN 978-83-86907-00-7)
- Opowiadania i szkice, Warszawa, Oficyna wydawnicza Interim, 1994  (ISBN 978-83-85083-34-4)
- Spadek, Lublin, Wydawn. Uniwersytetu Marii Curie-Skłodowskiej, 1997  (ISBN 978-83-227-1025-8)
- Zmierzch: i inne opowiadania, Warszawa, Biblioteka "Więzi", 2007  (ISBN 978-83-60356-30-2)
- Listy do Tymona Terleckiego: 1956-1961, Warszawa, Więź, 2006  (ISBN 978-83-60356-12-8)
- Potłuczona mozaika: Andrzeja Bobkowskiego myśli o epoce, Lublin, Towarzystwo opieki nad archiwum Instytutu Literackiego w Paryżu : Wydawn, Uniwersytetu Marii Curie-Skłodowskiej, 2002  (ISBN 978-83-227-1913-8)
- Punkt równowagi, Kraków, Wydawnictwo literackie, 2008  (ISBN 978-83-08-04075-1)